# Teatro foro
El teatro foro es un tipo de teatro creado por el innovador e influyente director y practicante de teatro Augusto Boal; siendo una de las técnicas bajo el término general de Teatro del Oprimido (TO). Esta se relaciona con la participación de los espectadores que influyen en la actuación y se involucran en ella como espectadores y actores, denominados "espec-actores", con el poder de detener y cambiar la actuación. Como parte de TO, los temas tratados en el teatro foro a menudo están relacionados con temas sociales o de justicia social con el objetivo de explorar soluciones a la opresión que se presenta en la vida y son representados en la escena.

## Historia
En la década de 1960, Augusto Boal y su compañía de teatro, el Teatro de Arena de São Paulo, recorrieron algunos de los lugares más pobres de Brasil, presentando montajes que instaban a actuar contra diversas injusticias y opresores. Estas actuaciones a menudo terminaban con los actores exhortando a su audiencia de campesinos a derramar su propia sangre en la lucha. Esto continuó hasta un encuentro con un campesino que invitó a los actores a tomar las armas contra un terrateniente opresor. Los actores explicaron que sus armas eran falsas y que solo serían un obstáculo, a lo que el campesino se fue después de darse cuenta de que los actores no estaban dispuestos a correr los riesgos que les pedían a los demás. Al darse cuenta de que no estaba preparado para correr los mismos riesgos que les estaba pidiendo a otros, Boal decidió no volver a escribir obras de teatro que dieran consejos o enviaran este tipo de "mensajes".
Más tarde, en 1973, mientras trabajaba en un proyecto de alfabetización teatral en Perú basado en las enseñanzas de Paulo Freire, Boal aplicó una forma de teatro que denominó 'dramaturgia simultánea'. Estas obras se basaban en encontrar la solución a un problema planteado en un momento de crisis para el protagonista. En este momento, se invitaría a la audiencia a sugerir acciones a realizar por el actor para resolver el problema, enmarcadas como una forma de facilitar un ambiente de aprendizaje (aunque la interpretación de las sugerencias dependía de los actores). Durante una actuación, un miembro de la audiencia no pudo hacer que el actor interpretara su idea a su satisfacción y, por lo tanto, fue invitado al escenario para realizar su sugerencia.
De estas experiencias nació el teatro foro, con el foro como parte del espectáculo. Esto cambió el trabajo de los artistas para crear un nuevo espacio de aprendizaje colectivo entre los artistas y la comunidad.

## Metodología
El teatro foro comienza con una breve representación, ya sea ensayada o improvisada, que contiene demostraciones de problemas sociales o políticos. El teatro foro, una de las principales técnicas dentro del Teatro del Oprimido, permite a los espectadores colaborar en la experiencia convirtiéndose en 'espect-actores' (el público que participa en la representación real). A través de un moderador (comodín) y un grupo de espectadores activamente comprometidos, el teatro foro encarna diálogos, intercambios, aprendizaje, enseñanza y placer. Al finalizar, la obra comenzará nuevamente pudiendo el público reemplazar o agregar a los personajes en el escenario para presentar sus intervenciones; alternativas de solución a los problemas enfrentados.
Las presentaciones incluyen a una persona que actúa como el 'comodín', un facilitador de la sesión de teatro del foro. Quien funge en este rol debe tener una visión imparcial de las intervenciones, pedirle a la audiencia que evalúe lo que sucedió al final de una intervención, facilitar las intervenciones de tal manera que cada espect-actor pueda completar su intervención antes de que otro sea libre de representar su intervención, y estar atento a las intervenciones que son inverosímiles y pedirle a la audiencia que decida si la intervención es una solución 'mágica'.

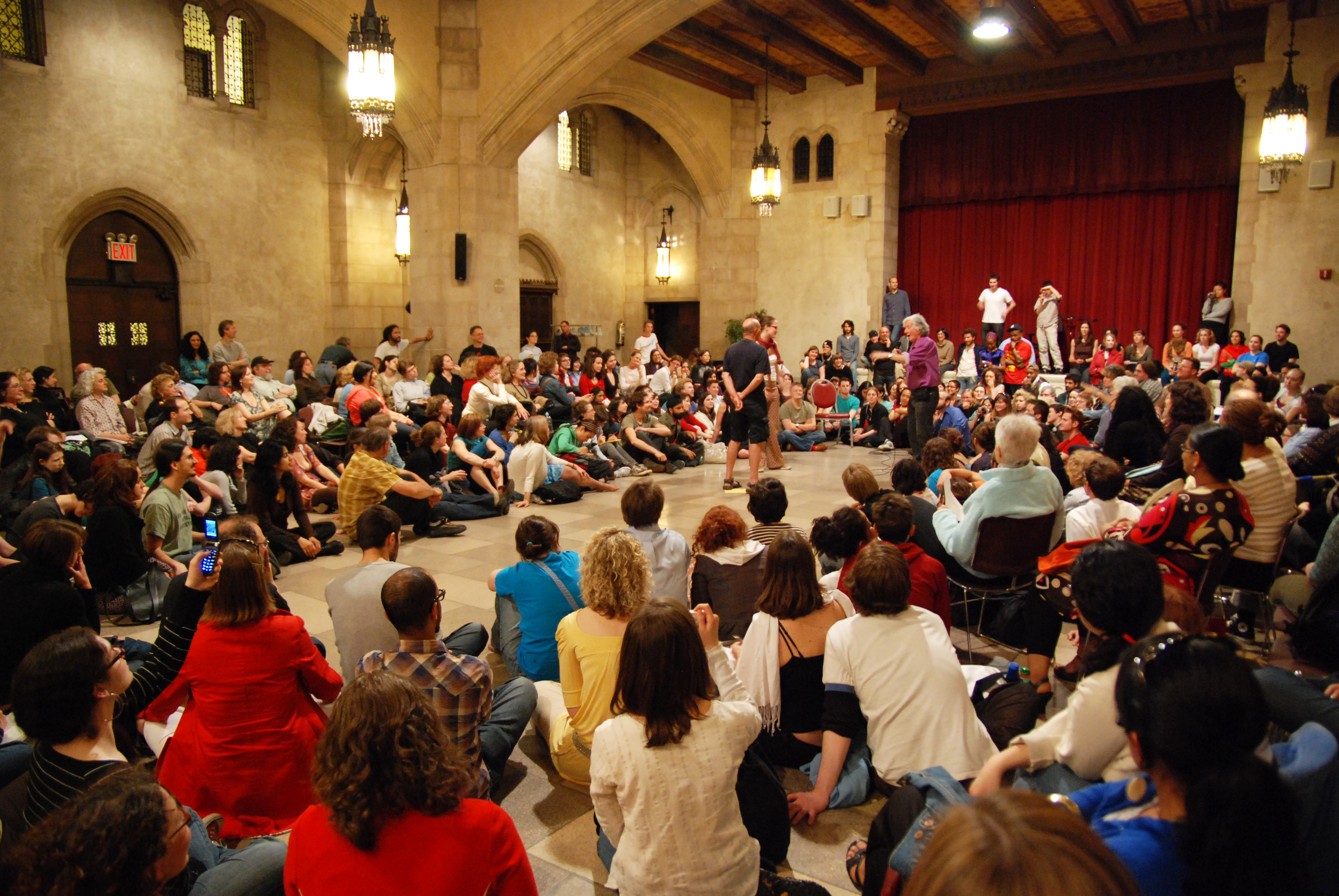
El director de teatro y escritor brasileño Augusto Boal presenta su Teatro del Oprimido en la Iglesia Riverside en la Ciudad de Nueva York.

## Aplicaciones
Algunas prácticas cercanas al método tradicional de Boal continúan en el Reino Unido, en particular realizadas por Adrian Jackson, traductor de múltiples obras de Boal y fundador de la empresa Cardboard Citizens. El director de teatro con base en Canadá, David Diamond, desarrolló Theatre for Living techniques from Theatre of the Oppressed que incorporan la teoría de sistemas al trabajo. Su trabajo se diferencia principalmente en que los espectadores no están obligados a reemplazar a un protagonista, sino que pueden reemplazar a cualquier personaje, incluso a los antagonistas, si pueden "identificarse con su lucha". ActNow Theatre es un ejemplo de una compañía de teatro australiana que crea proyectos de Forum Theatre. En Sri Lanka, Act4-Theatre for Change utiliza el teatro foro junto con otras técnicas modernas de actuación como una forma de 'teatro para el desarrollo'.
Existen múltiples usos documentados del teatro foro dentro del sector de la salud y los entornos de aprendizaje asociados, como su uso como herramienta de enseñanza para estudiantes de medicina sobre profesionalismo, como herramienta para desarrollar habilidades de comunicación dentro de un contexto médico, y como un efecto no deseado de una intervención destinada al personal médico, para involucrar a los pacientes en la comprensión de las decisiones médicas.